# Воицкое
Воицкое — озеро на территории Идельского сельского поселения Сегежского района Республики Карелии.

## Общие сведения
Площадь озера — 6 км², площадь водосборного бассейна — 18000 км². Располагается на высоте 89 метров над уровнем моря. Общая площадь островов — 0,2 км², объём воды — 0,0144 км³.
Форма озера продолговатая: оно вытянуто с северо-запада на юго-восток. Берега каменисто-песчаные, местами заболоченные.
Через озеро проходит Беломорско-Балтийский канал.
Код объекта в государственном водном реестре — 02020001311102000007930.